# Jeppe Aakjær

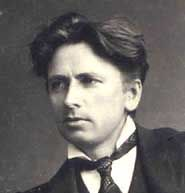
Jeppe Aakjær

Jeppe Aakjær (Aakjær bij Skive, 10 september 1866 — Hof Jenle bij Skive, 22 april 1930) was een Deense dichter en romanschrijver. Veel van zijn werk ging over zijn geboortestreek Jutland. Hij stond bekend om zijn betrokkenheid bij armen en onderdrukten en beschreef hun bescheiden en eenvoudig landelijk bestaan. Op de leeftijd van 20 jaar werd hij naar de gevangenis gestuurd voor het vrijuit spreken over zijn zorgen, waar de lokale regeringsambtenaren niets van moesten hebben.
Aakjærs opmerkelijkste romans zijn onder andere Burgerzoon (1899) en Kinderen van Toorn (1904), die zijn sociale betrokkenheid aantonen. Zijn gedichten, waaronder Liederen van de Rogge (1906) en Heimdal's avonturen (1924) echter, openbaren zijn hartstocht voor de oogst, de weelderige graangebieden en het eenvoudige leven van burgers en landbouwers. Veel van deze werken werden gebruikt als basis voor liederen door vele Scandinavische componisten van de twintigste eeuw, waaronder Carl Nielsen. Tegenwoordig is het zijn poëzie waardoor hij voornamelijk bekend is.
Aakjær had een moeilijke jeugd, waarna hij zich kwalificeerde als onderwijzer en journalist. Vanaf 1907 leefde hij op zijn boerderij als boer en schrijver. Beïnvloed door radicale, sociale en politieke denkbeelden ging hij aan de slag met het schrijven van fel-agitatorische werken. Zijn memories werden uitgebracht van 1928 tot 1934.

## Werken
- Romans: 
  - Vredens børn
  - Burgerzoon
  - Kinderen van Toorn

- Gedichtenbundels: 
  - Fri felt (1904 - Vrij veld)
  - Rugens sange (1906 – Liederen van de rogge)
  - Heimdal's avonturen

Literatuur: F Nørgaard, J. Aakjær (1941), R. Fuchs, der dänische Bauerndichter J. Aakjær (diss. 1960)
- Bibsys: 90067528
- Bibliothèque nationale de France: cb125135803 (data)
- Gemeinsame Normdatei: 118845764
- International Standard Name Identifier: 0000 0001 1765 0884
- Library of Congress Control Number: n80082635
- MusicBrainz: a503cc1a-05e6-4587-a2d7-46bb95616c64
- Nationale Bibliotheek van Tsjechië: ola2002139665
- Nationale Bibliotheek van Israël: 987007298736305171
- Nederlandse Thesaurus van Auteursnamen: 073944602
- Istituto Centrale per il Catalogo Unico: MILV171410
- LIBRIS: 219025
- SNAC: w6352vrf
- Système universitaire de documentation: 034373497
- Virtual International Authority File: 57411918
- WorldCat: E39PBJyrYRmK3KTYv7jjCMVDMP